# Peter J. Schwendinger
Peter J. Schwendinger, né le 27 avril 1959 à Dornbirn, est un arachnologiste autrichien.
Diplômé de l'université d'Innsbruck, il a étudié auprès de Konrad Thaler (en). Il est conservateur au muséum d'histoire naturelle de Genève.

## Taxons dédiés
(Liste incomplète)
- Ageleradix schwendingeri Zhang, Li & Xu, 2008
- Asiolasma schwendingeri Martens, 2019
- Baeocera schwendingeri Löbl, 1990[1], désormais Baeoceroxidium schwendingeri (Löbl, 1990)
- Belisana schwendingeri Huber, 2005
- Brignolia schwendingeri Platnick, Dupérré, Ott & Kranz-Baltensperger, 2011[2]
- Butheoloides schwendingeri Lourenço, 2002[3]
- Camptoscaphiella schwendingeri Baehr in Baehr & Ubick, 2010[4]
- Carniella schwendingeri Knoflach, 1996
- Cheumatopsyche schwendingeri  Malicky & Chantaramongkol in Malicky, 1997
- Chimarra schwendingeri Chantaramongkol & Malicky, 1989
- Derarimus schwendingeri Uhmann, 1990
- Draconarius schwendingeri Dankittipakul, Sonthichai & Wang, 2006
- Eupoa schwendingeri Logunov & Marusik, 2014
- Euryeidon schwendingeri Dankittipakul & Jocqué, 2004
- Heteropoda schwendingeri Jäger, 2005[5]
- Horniella schwendingeri Yin & Li, 2014
- Khorata schwendingeri Huber, 2005
- Laena schwendingeri Schawaller, 1998
- Lepidostoma schwendingeri Malicky & Chantaramongkol, 1994
- Liphistius schwendingeri Ono, 1988
- Ljunghia schwendingeri Halliday & Juvara-Bals, 2016
- Microdytes schwendingeri Wewalka, 1997
- Morana schwendingeri Kurbatov, Cuccodoro & Löbl, 2007[6]
- Paraploderus schwendingeri Makranczy, 2016
- Pelicinus schwendingeri Platnick, Dupérré, Ott, Baehr & Kranz-Baltensperger, 2012[7]
- Pholcus schwendingeri Huber, 2011
- Prethopalpus schwendingeri Baehr in Baehr, Harvey, Burger & Thoma, 2012[8]
- Psechrus schwendingeri Bayer, 2012
- Pseudopoda schwendingeri Jäger, 2001
- Pycnoscelus schwendingeri Anisyutkin, 2018
- Selenopsocus schwendingeri Lienhard & Mockford, 1997
- Sesieutes schwendingeri Deeleman-Reinhold, 2001, désormais Jacaena schwendingeri (Deeleman-Reinhold, 2001)
- Smodicinodes schwendingeri Benjamin, 2002
- Tiomanaptera schwendingeri Heiss & Baňař, 2013

## Taxons décrits
Genres :
- Angka Raven & Schwendinger, 1995
- Biantoncopus Martens & Schwendinger, 1998
- Caenoncopus Martens & Schwendinger, 1998
- Leptothele Raven & Schwendinger, 1995
- Malayathele Schwendinger, 2020
- Martensiellus Schwendinger, 2006
- Palaeoncopus Martens & Schwendinger, 1998
- Prothemenops Schwendinger, 1991
- Sinopesa Raven & Schwendinger, 1995

Espèces :
- Angka hexops Raven & Schwendinger, 1995
- Atypus lannaianus Schwendinger, 1989
- Atypus suthepicus Schwendinger, 1989
- Biantoncopus fuscus Martens & Schwendinger, 1998
- Caenoncopus affinis Martens & Schwendinger, 1998
- Caenoncopus tenuis Martens & Schwendinger, 1998
- Conothele martensi Decae, Schwendinger & Hongpadharakiree, 2021[9]
- Conothele isan Decae, Schwendinger & Hongpadharakiree, 2021[9]
- Cyclocosmia lannaensis Schwendinger, 2005
- Cyclocosmia siamensis Schwendinger, 2005
- Dendrolasma angka Schwendinger & Gruber, 1992
- Fangensis cavernarum Schwendinger & Giribet, 2005
- Fangensis insulanus Schwendinger & Giribet, 2005
- Fangensis spelaeus Schwendinger & Giribet, 2005
- Gnomulus annamiticus Schwendinger & Martens, 2006
- Gnomulus asli Martens & Schwendinger, 1998
- Gnomulus baharu Schwendinger, 1998, nom de remplacement pour Pelitnus thorelli Schwendinger, 1992, homonyme junior de Pelitnus thorelli Sørensen, 1932
- Gnomulus bedoharvengorum Schwendinger & Martens, 2006
- Gnomulus carinatus Schwendinger & Martens, 2002
- Gnomulus claviger Schwendinger & Martens, 2002
- Gnomulus coniceps Martens & Schwendinger, 1998
- Gnomulus crassipes Schwendinger & Martens, 2002
- Gnomulus crucifer Martens & Schwendinger, 1998
- Gnomulus dalat Schwendinger & Martens, 2006
- Gnomulus exsudans Schwendinger & Martens, 2002
- Gnomulus hamatus Schwendinger & Martens, 2002
- Gnomulus hirsutus Martens & Schwendinger, 1998
- Gnomulus hutan Schwendinger & Martens, 2002
- Gnomulus javanicus Schwendinger & Martens, 2002
- Gnomulus laruticus Martens & Schwendinger, 1998
- Gnomulus latoperculum Schwendinger & Martens, 2002
- Gnomulus lemniscatus Schwendinger & Martens, 2006
- Gnomulus leofeae Schwendinger & Martens, 2002
- Gnomulus leyteensis Martens & Schwendinger, 1998
- Gnomulus lomani Schwendinger & Martens, 2002
- Gnomulus maculatus Martens & Schwendinger, 1998
- Gnomulus marginatus Schwendinger & Martens, 2002
- Gnomulus matabesar Schwendinger & Martens, 2002
- Gnomulus monticola Schwendinger & Martens, 2002
- Gnomulus obscurus Schwendinger & Martens, 2002
- Gnomulus pilosus Schwendinger & Martens, 2002
- Gnomulus rostratoideus Schwendinger & Martens, 2002
- Gnomulus ryssie Schwendinger & Martens, 2002
- Gnomulus saetosus Schwendinger & Martens, 2006
- Gnomulus sinensis Schwendinger & Martens, 2002
- Gnomulus spiniceps Schwendinger & Martens, 2002
- Gnomulus tuberculatus Schwendinger & Martens, 2002
- Gnomulus tumidifrons Schwendinger & Martens, 2002
- Heptathela nui Schwendinger & Ono, 2011
- Idiops pylorus Schwendinger, 1991
- Lamania bokor Schwendinger & Košulic, 2015
- Lamania gracilis Schwendinger, 1989
- Latouchia incerta Decae, Schwendinger & Hongpadharakiree, 2021[9]
- Latouchia maculosa Decae, Schwendinger & Hongpadharakiree, 2021[9]
- Leptopsalis foveolata Clouse & Schwendinger, 2012
- Leptothele bencha Raven & Schwendinger, 1995
- Leptothele chang Schwendinger, 2020
- Liphistius buran Schwendinger in Schwendinger, Syuhadah, Lehmann-Graber, Price, Huber, Hashim, Bhassu & Monod, 2019
- Liphistius albipes Schwendinger, 1995
- Liphistius castaneus Schwendinger, 1995
- Liphistius dangrek Schwendinger, 1996
- Liphistius erawan Schwendinger, 1996
- Liphistius fuscus Schwendinger, 1995
- Liphistius gracilis Schwendinger, 2017
- Liphistius indra Schwendinger, 2017
- Liphistius isan Schwendinger, 1998
- Liphistius lahu Schwendinger, 1999
- Liphistius lannaianus Schwendinger, 1990
- Liphistius laoticus Schwendinger, 2013
- Liphistius laruticus Schwendinger in Platnick, Schwendinger & Steiner, 1997
- Liphistius linang Schwendinger, 2017
- Liphistius marginatus Schwendinger, 1990
- Liphistius negara Schwendinger, 2017
- Liphistius nesioticus Schwendinger, 1996
- Liphistius ochraceus Ono & Schwendinger, 1990
- Liphistius onoi Schwendinger, 1996
- Liphistius ornatus Ono & Schwendinger, 1990
- Liphistius owadai Ono & Schwendinger, 1990
- Liphistius phileion Schwendinger, 1998
- Liphistius phuketensis Schwendinger, 1998
- Liphistius priceae Schwendinger, 2017
- Liphistius pusohm Schwendinger, 1996
- Liphistius rufipes Schwendinger, 1995
- Liphistius sayam Schwendinger, 1998
- Liphistius suwat Schwendinger, 1996
- Liphistius tenuis Schwendinger, 1996
- Liphistius thaleban Schwendinger, 1990
- Liphistius thaleri Schwendinger, 2009
- Liphistius tham Sedgwick & Schwendinger, 1990
- Liphistius thoranie Schwendinger, 1996
- Malayathele cameronensis Schwendinger, 2020
- Malayathele kanching Schwendinger, 2020
- Malayathele maculosa Schwendinger, 2020
- Malayathele ulu Schwendinger, 2020
- Mallinella thaleri Dankittipakul & Schwendinger, 2009
- Martensiellus tenuipalpus Schwendinger, 2006
- Oncopus cuspidatus Schwendinger, 1992
- Oncopus expatriatus Schwendinger & Martens, 2004
- Oncopus kaltim Schwendinger, 2007
- Oncopus lingga Schwendinger & Martens, 2004
- Oncopus malayanus Schwendinger & Martens, 2004
- Oncopus megachelis Schwendinger, 1992
- Oncopus tiomanensis Schwendinger & Martens, 2004
- Palaeoncopus gunung Martens & Schwendinger, 1998
- Palaeoncopus katik Martens & Schwendinger, 1998
- Palaeoncopus kerdil Martens & Schwendinger, 1998
- Pelitnus conigerus Schwendinger, 1992
- Pelitnus lannaianus Schwendinger, 1992
- Pelitnus sundaicus Schwendinger, 1992
- Pelitnus thorelli Schwendinger, 1992, homonyme junior de Pelitnus thorelli Sørensen, 1932 remplacé par Gnomulus baharu Schwendinger, 1998
- Perania annam Schwendinger & Košulic, 2015
- Perania cerastes Schwendinger, 1994
- Perania coryne Schwendinger, 1994
- Perania deelemanae Schwendinger, 2013
- Perania egregia Schwendinger, 2013
- Perania ferox Schwendinger, 2013
- Perania harau Schwendinger, 2013
- Perania nasicornis Schwendinger, 1994
- Perania nasuta Schwendinger, 1989
- Perania quadrifurcata Schwendinger, 2013
- Perania robusta Schwendinger, 1989
- Perania selatan Schwendinger, 2013
- Perania siamensis Schwendinger, 1994
- Perania tumida Schwendinger, 2013
- Perania utara Schwendinger, 2013
- Phyxioschema erawan Schwendinger, 2009
- Phyxioschema eripnastes Schwendinger, 2009
- Phyxioschema gedrosia Schwendinger & Zamani, 2018
- Phyxioschema huberi Schwendinger, 2009
- Phyxioschema roxana Schwendinger & Zonstein, 2011
- Phyxioschema sayamense Schwendinger, 2009
- Phyxioschema spelaeum Schwendinger, 2009
- Phyxioschema suthepium Raven & Schwendinger, 1989
- Prothemenops irineae Schwendinger & Hongpadharakiree, 2014
- Prothemenops khirikhan Schwendinger & Hongpadharakiree, 2014
- Prothemenops phanthurat Schwendinger & Hongpadharakiree, 2014
- Prothemenops siamensis Schwendinger, 1991
- Sason hirsutum Schwendinger, 2003
- Sason sundaicum Schwendinger, 2003
- Sinopesa guangxi Raven & Schwendinger, 1995
- Sinopesa maculata Raven & Schwendinger, 1995
- Stylocellus globosus Schwendinger & Giribet, 2004